# Fichier national des établissements sanitaires et sociaux
Cet article possède un paronyme, voir finesse.
Le Fichier national des établissements sanitaires et sociaux, nommé usuellement FINESS ou répertoire FINESS, a été mis au point et est géré par le Ministère des Affaires sociales, de la Santé et des Droits des femmes. Sa création fait suite à la circulaire n°79/1 DOMI du 3 juillet 1979 relative à la mise en place d’un fichier national des établissements sanitaires et sociaux.
Ce fichier constitue, sur le plan national, la référence en matière d’inventaire des structures et équipements des domaines sanitaire, médico-social, social et de formation aux professions de ces secteurs ; soumis à autorisation préalable en application des dispositions du code de la santé publique ou du code de l’action sociale et des familles.

## Fonctions
Il a quatre fonctions principales : 
1. une fonction d’identification et de référence - « Assurer la cohérence des statistiques établies par les différents services (organismes intéressés de la région) grâce à une même base d'identification et une même codification. » (page 2 paragraphe 4 de la circulaire du 3 juillet 1979) ;
2. une fonction d’information. En plus des citoyens, il concourt aussi à l'information des acteurs du domaine (Conseils Généraux, établissements eux-mêmes) et des partenaires institutionnels tels que les organismes de protection sociale. À tout moment, il doit être possible de connaître avec précision l’équipement existant. En revanche, aucune information de caractère historique n’est gérée dans FINESS. Il n’est donc pas possible à un instant donné de reconstituer l’historique des événements ;
3. une fonction d'aide à la gestion et à la planification (inspections, renouvellement des autorisations…) ;
4. une fonction statistique. Une fonction purement statistique du répertoire FINESS mérite d'être signalée parce qu'elle est peu connue des non statisticiens. La circulaire du 3 juillet 1979 la présente de la façon suivante : « Disposer d'une base exhaustive mise à jour régulièrement pour lancer des enquêtes particulières. ». En tant qu'inventaire permanent des structures existantes, le répertoire FINESS constitue le seul fichier de référence permettant de réaliser des enquêtes statistiques exhaustives ou par échantillonnage dans les domaines sanitaire et social.

## Périmètre

### Champ géographique
- Métropole
- DOM : Guadeloupe, Martinique, La Réunion, Guyane, Mayotte
- Collectivités territoriales : Saint-Pierre-et-Miquelon, Saint-Martin et Saint-Barthélemy

### Domaines concernés
Il contient quatre domaines d’établissements des secteurs public et privé :
1. les établissements sanitaires, qui exercent des activités (de soin, de pharmacie, de laboratoire…) et/ou mettent en œuvre des équipements matériels lourds (IRM, scanner…) : établissements hospitaliers, établissements de soins et de prévention, établissements à caractère sanitaire (laboratoires d’analyse, pharmacies, établissements de transfusion sanguine…) ;
2. les établissements médico-sociaux, qui exercent des activités sociales de prise en charge de populations atteintes de déficiences ou d'incapacités liées à l'âge, au handicap, à la maladie longue ou chronique ou à la dépendance : établissements pour les personnes âgées, pour les adultes handicapés, pour la jeunesse handicapée ;
3. les établissements sociaux, qui exercent uniquement des activités à caractère social : services sociaux concourant à la protection de l’enfance, établissements pour adultes et familles en difficulté ;
4. les établissements de formation des personnels sanitaires et sociaux.

### Données enregistrées
Le répertoire FINESS gère de nombreuses données autour de trois grandes notions :
1. Les entités juridiques, qui détiennent un ou plusieurs établissements ;
2. Les établissements, qui sont les lieux d'implantation géographique des activités exercées, localisés à une adresse ;
3. Les activités exercées au sein des établissements, qui diffèrent selon le domaine d'activité :
  - activités de soins et équipements matériels lourds ;
  - équipements sociaux et médico-sociaux ;
  - disciplines d'enseignement

## Gestion du répertoire

### Mise à jour des dossiers
La mise à jour de FINESS repose fondamentalement sur l’enregistrement de décisions administratives (arrêtés, PV, circulaires…) 
Elle est assurée par :
- l’Agence Régionale de Santé (ARS), pour les secteurs sanitaire et médico-social
- la Direction Régionale de la Jeunesse des Sports et de la Cohésion Sociale (DRJSCS), pour les secteurs social et de formation des personnels sanitaires et sociaux.

### Coordination nationale et maintenance informatique
La coordination nationale ainsi que la maintenance informatique du répertoire est assurée par la Direction de la Recherche, des Etudes, de l’Évaluation et des Statistiques (DREES) du Ministère des Affaires sociales, de la Santé et des Droits des femmes.

## Consultation
Ce fichier est consultable par tout citoyen (voir le site dans « Liens externes » ci-dessous) et permet :
- de chercher un lieu ou une prise en charge adapté à ses besoins, proche de chez lui ;
- d'être rassuré sur la légitimité  d'un service ou d'une structure à se prétendre « établissement sanitaire et social » ;
- d'être rassuré sur la légitimité de ces établissements à mener une « action sanitaire » (pharmacies, hôpitaux etc.) ou d'action sociale (centre social, maison d'enfant, club de prévention, AEMO, etc.)

Les recherches y sont limitées à 3 500 résultats et les données affichées sur le site sont les données mises à jour la veille.
L'intégralité des données FINESS sans limitation du nombre de résultats est par ailleurs disponible sur la plateforme française data.gouv.fr d'ouverture des données publiques (données ouvertes), où la fréquence de mise à jour est trimestrielle.